# Лесные пожары в Амазонии (2019)
Лесные пожары в Амазонии — начались в августе 2019 года в труднодоступных районах Бразилии.
Площадь, охваченная пожарами в июне 2019 года, была на 88 % больше, чем в 2018 году. 20 августа INPE сообщила, что с января она обнаружила 39 194 пожара в тропических лесах Амазонки, что на 77 % больше числа пожаров за тот же период времени в 2018 году.
Национальный институт космических исследований Бразилии объявляет, что с января он обнаружил более 80 тыс. лесных пожаров в стране, по крайней мере 40 тыс. из которых произошли в тропических лесах Амазонки.
В сентябре правительство Бразилии заявило, что отказывается от финансовой помощи, предложенной странами «Большой семерки» для борьбы с лесными пожарами в Амазонии.
Группой исследователей под руководством биофизика Рикардо Гальвао было установлено, что во время пожаров интенсивность вырубки лесов лишь увеличилась, после обнародования этой информации президент Бразилии Болсонару заявил, что Гальвао «работает на иностранные неправительственные организации» и снял его с поста генерального директора института космических исследований.